# Biernatki (przystanek kolejowy)
Biernatki – nieistniejący przystanek kolejowy w Biernatkach, w województwie dolnośląskim, w Polsce.